# Neivamyrmex scutellaris
Neivamyrmex scutellaris é uma espécie de formiga do gênero Neivamyrmex.